# Johanna Mazibuko
Johanna Mazibuko (* angeblich: 11. Mai 1894; † 3. März 2023 in Klerksdorp) war eine südafrikanische Frau, die nach den Angaben in ihrem Pass 128 Jahre alt wurde.

## Leben
Im Jahr 2013 gab es in den englischsprachigen Medien den ersten Bericht über Mazibuko. Zu diesem Zeitpunkt sollte sie 119 Jahre alt gewesen sein und mit einem 77-jährigen Sohn zusammengelebt haben. Das angebliche Geburtsdatum stand in ihrem Pass. Bisher wurde Mazibuke allerdings nicht von den Guinness World Records anerkannt, sodass Jeanne Calment mit ihren 122 Jahren immer noch als ältester Mensch der Welt gilt.
Mazibuko wurde als eines von zwölf Geschwistern geboren, konnte sich aber aufgrund ihres Alters nicht mehr gut an ihre Kindheit erinnern. Nur eine Heuschreckenplage war ihr aus dieser Zeit im Gedächtnis geblieben. Sie heiratete später den Witwer Stawana Mazibuko, der älter war als sie. Die zwei hatten sieben Kinder, von denen fünf vor Mazibuko verstarben. Außerdem hatte sie 50 Enkel und eine unbekannte Anzahl an Urenkeln. Mazibuko lernte nie lesen und schreiben und arbeitete als Putzfrau bei reichen Farmern. Laut ihrer Aussage wurde sie so alt, weil sie immer frische Milch trank und wilden Spinat aß.
James Tsolela, der Bürgermeister der Gegend, sagte zu ihrem Alter: „Wir haben nachgeforscht und eine Studie durchgeführt, um herauszufinden, wer der Älteste hier ist. Niemand in ihrem Alter wurde gefunden. Wir müssen dafür sorgen, dass sie ins Guinness-Buch der Rekorde aufgenommen wird, damit sie angemessen geehrt wird.“
Im März 2023 starb Mazibuko knapp zwei Monate vor ihrem Geburtstag wahrscheinlich an den Folgen eines Schlaganfalls.